# La taberna fantástica
La taberna fantástica es una obra de teatro de Alfonso Sastre, escrita en 1966 y estrenada en 1985 en la Sala Fernando de Rojas del Círculo de Bellas Artes de Madrid, protagonizada por Rafael Álvarez "El Brujo". Fue publicada por Cátedra en 1990.

## Argumento
Tras la muerte de su madre, Rogelio el Rojo, en busca y captura por matar a un guardia civil, se reúne con su pandilla de quinquis, jóvenes delincuentes y desarraigados en la taberna de Luis, en el barrio marginal madrileño de San Pascual Arroyo Abroñigal. Allí el ambiente se va caldeando a medida que los jóvenes se emborrachan. Cuentan sus hazañas, ríen y se enzarzan en una refriega que acaba con la muerte de Rogelio, apuñalado por El Carburo. Tras el suceso, todos elogian al fallecido. La obra recoge el lenguaje cheli de los quinquis.
Mariano de Paco ha señalado que "«El origen de la tragedia compleja (que es esta obra) está, según Sastre, en la conciencia precisa de la degradación social, frente a la «no conciencia» (que lleva a la ilusión de la tragedia pura) y a la «conciencia hipertrofiada» de esa degradación (que conduce al esperpento, sea el nihilista de Valle-Inclán o el socialista de Brecht)».

## Adaptaciones
La obra se reestrenó el 11 de diciembre del 2008 en el Teatro Valle-Inclán, de Madrid. El director fue Gerardo Malla, el escenógrafo fue Quim Roy y el reparto estaba conformado por Antonio de la Torre, Paco Casares, Carlos Marcet, Félix Fernández, Saturnino García, Celia Bermejo y Miguel Zúñiga.

### Versión cinematográfica
La película La taberna fantástica se estrenó en 1991, dirigida por Julián Marcos, con música de José Luis Cid Aranda y el reparto estaba conformado por Rafael Álvarez El Brujo, Agustín González, José Soriano, Germán Cobos, José María Cañete, Walter Vidarte, Maite Brik, Juan Luis Galiardo, Francisco Rabal, Antonio Gamero y Mariano Venancio.

## Premios
- Premio Nacional de Teatro, en 1985.